# Herb Dzierżyńska (Białoruś)
Herb Dzierżyńska – jeden z symboli Dzierżyńska nadany miastu 21 lipca 2008 przez prezydenta Białorusi Alaksandra Łukaszenkę.
Jest również herbem rejonu dzierżyńskiego.

## Opis herbu
Na tarczy hiszpańskiej, na błękitnym polu czarna gałązka dębu ze siedmioma złotymi żołędziami i liśćmi skrzyżowana ze złotą gałązką oliwną ze złotymi liśćmi i z siedmioma czarnymi oliwkami.

## Znaczenie
Gałęzie dębu i oliwki wybrano jako powszechnie stosowane godła. Tarcza hiszpańska wskazuje na współczesność herbu, w odróżnieniu od historycznych herbów na tarczy barokowej.

## Historia
Kojdanów był już miastem w okresie Rzeczypospolitej Obojga Narodów. Historyk Lawon Babrowicz i lokalny działacz Iwan Szpileuski w opracowaniu Miasteczko Kojdanów z 1929 zapisali, że miasto miało swój herb. W XXI w. heraldyk Anatol Citou i artysta A. Szuplacou otrzymali zadanie jego rekonstrukcji. Kwerenda archiwów białoruskich i polskich nie wykazała jednak żadnych źródeł z wizerunkiem lub opisem herbu lub pieczęci miejskiej Kojdanowa.
W związku z tym postanowiono stworzyć nowy herb. Projekt autorstwa A. U. Leuczyka zatwierdził 28 grudnia 2006 Komitet Wykonawczy Rejonu Dzierżyńskiego. Został on wprowadzony dekretem prezydenta Białorusi Alaksandra Łukaszenki z dnia 21 lipca 2008. 23 lipca 2008 herb został zarejestrowany w Rejestrze Herbowym Republiki Białorusi.